# WWF Shotgun Saturday Night
Shotgun Saturday Night es un programa que fue producido por la empresa World Wrestling Federation. Fue emitido por redifusión desde enero de 1997 a agosto de 1999, momento en que fue sustituido por WWF Jakked/Metal.

## Historia
El concepto del programa fue inusual para su época, ya que era aireado la noche de los sábados desde varias locaciones de Nueva York. La promoción lo presentaría como un proyecto más "afilado" que sus otros programas semanales.
Shotgun Saturday Night debutó el 4 de enero de 1997 en el Mirage Nightclub de Nueva York. Uno de los momentos más memorables de este episodio ocurrió cuando Marlena subió al ring durante un combate entre Goldust y The Sultan y se quitó la parte superior del traje, distrayendo a Sultan y permitiendo a Goldust obtener la victoria. Aunque Marlena llevaba pasties, la imagen de su espalda desnuda ante la cámara fue un precursor de la Attitude Era.
Había elementos únicos en el programa que no aparecían en otras marcas de la WWF de la época. Por ejemplo, debido a la estrechez de los locales donde se filmaba, Shotgun usaba un cuadrilátero ligeramente más pequeño que el estándar. Las cuerdas del ring eran amarillas, un color que no fue replicado hasta febrero de 2010, con WWE NXT. Shotgun no sólo presentaba combates, sino que cumplía una función similar a la de Heat, transmitiendo pequeños recordatorios de Raw. Así mismo, también se realizaban en él otras actividades, como durante la edición 29 de agosto de 1998, en la que se celebró un concurso de tirar de la cuerda entre el Departamento de Policía de Nueva York y un grupo compuesto por Vader, Mark Henry, Golga, Kurrgan y Giant Silva, los cuales eventualmente ganaron.
El programa era presentado al principio por Vince McMahon y Sunny, siendo sustituidos más tarde por Jim Ross y Brian Pillman. Kevin Kelly, Michael Cole, Jim Cornette y Vince Russo fueron los comentaristas hasta su cierre.